# جورج كنودسون
جورج كنودسون هو لاعب غولف كندي، ولد في 28 يونيو 1937 في وينيبيغ في كندا، وتوفي في 24 يناير 1989 بسبب سرطان الرئة.

## وصلات خارجية
- جورج كنودسون على موقع رابطة لاعبي الغولف المحترفين (الإنجليزية)
- جورج كنودسون على موقع قاعة كندا للمشاهير الرياضية (الإنجليزية)
- جورج كنودسون على موقع قاعة أونتاريو للمشاهير الرياضية (مؤرشف) (الإنجليزية)
- جورج كنودسون على موقع قاعة مانيتوبا للمشاهير الرياضية (الإنجليزية)